# Qūsh Khāneh
Qūsh Khāneh (persiska: Qūshkhāneh-ye ‘Olyā, قوش خانه) är en ort i Iran.   Den ligger i provinsen Nordkhorasan, i den nordöstra delen av landet, 600 km öster om huvudstaden Teheran. Qūsh Khāneh ligger 1 713 meter över havet och antalet invånare är 327.
Terrängen runt Qūsh Khāneh är kuperad åt nordost, men åt sydväst är den platt. Qūsh Khāneh ligger nere i en dal.Runt Qūsh Khāneh är det ganska glesbefolkat, med 43 invånare per kvadratkilometer. Närmaste större samhälle är Qarah Shāhverdī, 9,6 km öster om Qūsh Khāneh. Trakten runt Qūsh Khāneh består i huvudsak av gräsmarker.